# Martín del Campo
Martín del Campo (Montevideo, 24 de maio de 1975) é um ex-futebolista uruguaio que atuava como defensor.

## Carreira
Martín del Campo integrou a Seleção Uruguaia de Futebol na Copa América de 1999.

## Títulos
Uruguai
- Copa América de 1999: 2º Lugar